# Supercupa Europei 1982
Supercupa Europei 1982 s-a jucat între deținătorii Cupei Campionilor Europeni, Aston Villa F.C. și deținătorii Cupei Cupelor UEFA, FC Barcelona.

## Detalii

### Prima manșă
| FC Barcelona      | 1 – 0 | Aston Villa |
| ----------------- | ----- | ----------- |
| Marcos Alonso 52' |       |             |

| FC BARCELONA: |  |                |     |
|               |  |                |     |
| P             |  | Urruti         |     |
| F             |  | Sánchez        |     |
| F             |  | Migueli        |     |
| F             |  | Julio Alberto  |     |
| F             |  | Perico Alonso  | 75' |
| M             |  | Alexanco       |     |
| M             |  | Marcos Alonso  |     |
| M             |  | Bernd Schuster |     |
| A             |  | Quini          | 65' |
| A             |  | Víctor         |     |
| A             |  | Carrasco       |     |
| Schimbări:    |  |                |     |
| FW            |  | Pichi Alonso   | 65' |
| DF            |  | Urbano         | 75' |
| Antrenor:     |  |                |     |
| Udo Lattek    |  |                |     |

| ASTON VILLA: |  |          |     |
|              |  |          |     |
| P            |  | Spink    |     |
| F            |  | Jones    | 35' |
| F            |  | Williams |     |
| F            |  | Evans    |     |
| F            |  | McNaught |     |
| M            |  | Mortimer |     |
| M            |  | Bremner  |     |
| M            |  | Shaw     |     |
| M            |  | Withe    |     |
| A            |  | Cowans   |     |
| A            |  | Morley   |     |
| Schimbări:   |  |          |     |
| DF           |  | Gibson   | 86' |
| Manager:     |  |          |     |
| Tony Barton  |  |          |     |

### A doua manșă
| Aston Villa                               | 3 – 0 (aet) | Barcelona |
| ----------------------------------------- | ----------- | --------- |
| Shaw 80' Cowans 100' (pen.) McNaught 104' |             |           |

| ASTON VILLA: |  |          |     |                                        |
|              |  |          |     |                                        |
| P            |  | Spink    |     |                                        |
| F            |  | Williams |     |                                        |
| F            |  | Evans    |     | Cartonaș galben · Cartonaș galben-roșu |
| F            |  | McNaught |     | Cartonaș galben                        |
| F            |  | Gibson   |     | Cartonaș galben                        |
| M            |  | Bremner  |     |                                        |
| M            |  | Blair    |     |                                        |
| M            |  | Cowans   |     |                                        |
| M            |  | Shaw     | 88' |                                        |
| A            |  | Withe    |     |                                        |
| A            |  | Morley   | 76' |                                        |
| Schimbări:   |  |          |     |                                        |
| MF           |  | Walters  | 76' |                                        |
| FW           |  | Birch    | 88' |                                        |
| Antrenor:    |  |          |     |                                        |
| Tony Barton  |  |          |     |                                        |

| FC BARCELONA: |  |                |         |                                        |
|               |  |                |         |                                        |
| P             |  | Urruti         |         | Cartonaș galben                        |
| F             |  | Sánchez        |         |                                        |
| F             |  | Migueli        |         |                                        |
| F             |  | Alexanco       |         | Cartonaș galben                        |
| F             |  | Julio Alberto  |         | Cartonaș galben · Cartonaș galben-roșu |
| M             |  | Perico Alonso  |         | Cartonaș galben                        |
| M             |  | Bernd Schuster |         | Cartonaș galben                        |
| M             |  | Víctor         |         |                                        |
| M             |  | Marcos Alonso  |         | Cartonaș roșu                          |
| A             |  | Urbano         |         | Cartonaș galben                        |
| A             |  | Carrasco       | 30'     |                                        |
| Schimbări:    |  |                |         |                                        |
| FW            |  | Quini          | 30' 55' |                                        |
| FW            |  | Manolo         | 55'     | Cartonaș galben                        |
| Antrenor:     |  |                |         |                                        |
| Udo Lattek    |  |                |         |                                        |

Aston Villa a câștigat cu 3–1 la general.
| Supercupa Europei 1982    |
| ------------------------- |
| Anglia                    |
| Aston Villa FPrimul titlu |